# Campionati mondiali di tiro 2014
I campionati mondiali di tiro 2014 furono la cinquantunesima edizione dei campionati mondiali di questo sport e si disputarono a Granada, dal 6 al 20 settembre.

## Risultati

### Uomini

#### Carabina
| Evento                     | Oro                                                          | Oro       | Argento                                                            | Argento   | Bronzo                                                     | Bronzo    |
| Evento                     | Atleta                                                       | Risultato | Atleta                                                             | Risultato | Atleta                                                     | Risultato |
| 50m 3 posizioni            | Zhu Qinan                                                    | 457,2     | Sergej Kamenskij                                                   | 456,0     | Vitali Bubnovich                                           | 443,6     |
| 50m 3 posizioni a squadre  | Cina Cao Yifei Zhu Qinan Kang Hongwei                        | 3497      | Norvegia Ole Magnus Bakken Are Hansen Ole Kristian Bryhn           | 3495      | Russia Nazar Louginets Sergej Kamenskij Fedor Vlasov       | 3494      |
| 50m a terra                | Warren Potent                                                | 210,0     | Daniel Brodmeier                                                   | 208,6     | Yuri Shcherbatsevich                                       | 188,0     |
| 50m a terra a squadre      | Cina Lan Xing Shengbo Zhao Liu Gang                          | 1870,8    | Bielorussia Sjarhej Martynaŭ Yuri Shcherbatsevich Vitali Bubnovich | 1870,0    | Serbia Stevan Pletikosić Milenko Sebić Nemanja Mirosavljev | 1868,4    |
| 300m 3 posizioni           | Ole Kristian Bryhn                                           | 1175 (54) | Cyril Graff                                                        | 1175 (42) | Odd Arne Brekne                                            | 1174      |
| 300m 3 posizioni a squadre | Svizzera Marcel Bürge Olivier Schaffter Claude-Allain Delley | 3511      | Francia Josselin Henry Cyril Graff Valérian Sauveplane             | 3506      | Norvegia Odd Arne Brekne Simon Claussen Ole-Kristian Bryhn | 3483      |
| 300m a terra               | Valérian Sauveplane                                          | 599       | Johan Gustafsson                                                   | 598       | Michael McPhail                                            | 598       |
| 300m a terra a squadre     | Norvegia Stian Bogar Odd Arne Brekne Ole-Kristian Bryhn      | 1789      | Stati Uniti Eric Uptagrafft Joseph Hein Michael McPhail            | 1786      | Francia Josselin Henry Cyril Graff Valérian Sauveplane     | 1784      |

#### Carabina standard
| Evento         | Oro                                                        | Oro       | Argento                                                      | Argento   | Bronzo                                                 | Bronzo    |
| Evento         | Atleta                                                     | Risultato | Atleta                                                       | Risultato | Atleta                                                 | Risultato |
| 300m           | Cyril Graff                                                | 589       | Ole-Kristian Bryhn                                           | 587       | Marcel Bürge                                           | 585       |
| 300m a squadre | Norvegia Odd Arne Brekne Ole-Kristian Bryhn Kim Andre Lund | 1734      | Svizzera Marcel Bürge Olivier Schaffter Claude-Allain Delley | 1734      | Francia Josselin Henry Cyril Graff Valérian Sauveplane | 1731      |

#### Carabina ad aria
| Evento        | Oro                                   | Oro         | Argento                                              | Argento     | Bronzo                                                           | Bronzo      |
| Evento        | Atleta                                | Risultato   | Atleta                                               | Risultato   | Atleta                                                           | Risultato   |
| 10m           | Yang Haoran                           | 632,1+207,9 | Nazar Luginiec                                       | 627,3+206,0 | Wital Bubnowicz                                                  | 629,7+184,9 |
| 10m a squadre | Cina Yang Haoran Liu Tanyou Cao Yifei | 1886,5      | Russia Serguei Kruglov Nazar Luginiec Dienis Sokolow | 1880,5      | Bielorussia Wital Bubnowicz Illa Czarhiejka Juryj Szczarbacewicz | 1874,0      |

#### Pistola libera
| Evento        | Oro                                 | Oro       | Argento                                               | Argento   | Bronzo                                                  | Bronzo    |
| Evento        | Atleta                              | Risultato | Atleta                                                | Risultato | Atleta                                                  | Risultato |
| 50m           | Jin Jong-oh                         | 583+192,3 | Jitu Rai                                              | 565+191,1 | Pang Wei                                                | 563+172,6 |
| 50m a squadre | Cina Wang Zhiwei Pang Wei Pu Qifeng | 1677      | Corea del Sud Lee Dae-myung Jin Jong-oh Choi Yung-rae | 1669      | Corea del Nord Kim Jong-Soo Kwon Tong-Hyok Kim Song-guk | 1666      |

#### Pistola a fuoco rapido
| Evento        | Oro                                               | Oro       | Argento                                              | Argento   | Bronzo                                                      | Bronzo    |
| Evento        | Atleta                                            | Risultato | Atleta                                               | Risultato | Atleta                                                      | Risultato |
| 25m           | Kim Jun-hong                                      | 584+33    | Oliver Geis                                          | 582+30    | Li Yuehong                                                  | 584+28    |
| 25m a squadre | Germania Christian Reitz Oliver Geis Aaron Sauter | 1745      | Rep. Ceca Martin Strnad Martin Podhráský Tomáš Těhan | 1737      | Russia Aleksandr Alifirienko Aleksiej Klimov Leonid Jekimov | 1734      |

#### Pistola a fuoco
| Evento        | Oro                                                      | Oro       | Argento                                              | Argento   | Bronzo                                                   | Bronzo    |
| Evento        | Atleta                                                   | Risultato | Atleta                                               | Risultato | Atleta                                                   | Risultato |
| 25m           | Yusuf Dikeç                                              | 588       | Oleksandr Petriv                                     | 585       | Tomáš Těhan                                              | 584       |
| 25m a squadre | Ucraina Pavlo Korostylov Roman Bondaruk Oleksandr Petriv | 1746      | Russia Leonid Jekimov Aleksiej Klimov Anton Gurjanov | 1737      | Brasile Emerson Duarte Julio Almeida José Carlos Batista | 1736      |

#### Pistola standard
| Evento        | Oro                                                      | Oro       | Argento                               | Argento   | Bronzo                                       | Bronzo    |
| Evento        | Atleta                                                   | Risultato | Atleta                                | Risultato | Atleta                                       | Risultato |
| 25m           | Yusuf Dikeç                                              | 581       | João Costa                            | 577       | Christian Reitz                              | 573       |
| 25m a squadre | Ucraina Pavlo Korostylov Roman Bondaruk Oleksandr Petriv | 1699      | Cina Jin Yongde Li Chuanlin Ding Feng | 1698      | Turchia Yusuf Dikeç Fatih Kavruk Murat Kılıç | 1695      |

#### Pistola ad aria
| Evento        | Oro                                 | Oro       | Argento                                                 | Argento   | Bronzo                                                           | Bronzo    |
| Evento        | Atleta                              | Risultato | Atleta                                                  | Risultato | Atleta                                                           | Risultato |
| 10m           | Jin Jong-oh                         | 584+200,3 | Yusuf Dikeç                                             | 582+198,0 | Vladimir Gonczarov                                               | 583+178,9 |
| 10m a squadre | Cina Pang Wei Pu Qifeng Wang Zhiwei | 1750      | Corea del Sud Jin Jong-oh Kim Cheong-yong Lee Dae-myung | 1744      | Russia Vladimir Gonczarov Vladimir Isakov Siergiej Czerwiakowski | 1736      |

#### Bersaglio mobile
| Evento              | Oro                                                       | Oro       | Argento                                                      | Argento   | Bronzo                                                    | Bronzo    |
| Evento              | Atleta                                                    | Risultato | Atleta                                                       | Risultato | Atleta                                                    | Risultato |
| 10m                 | Emil Martinsson                                           | 578+6+6   | Zhai Yujia                                                   | 577+6+2   | Dmitri Romanov                                            | 588+2+6   |
| 10m a squadre       | Russia Dmitri Romanov Maksim Stiepanov Aleksandr Ivanov   | 1717      | Cina Zhai Yujia Xie Durun Zhang Jie                          | 1714      | Ungheria László Boros József Sike Tamás Tasi              | 1714      |
| Misto 10m           | Zhai Yujia                                                | 390       | Emil Martinsson                                              | 389       | Dmitri Romanov                                            | 387       |
| Misto 10m a squadre | Russia Dmitri Romanov Maksim Stiepanov Aleksandr Ivanov   | 1136      | Cina Zhai Yujia Xie Durun Zhang Jie                          | 1131      | Ungheria László Boros József Sike Tamás Tasi              | 1126      |
| 50m                 | Łukasz Czapla                                             | 591       | Rickard Johansson                                            | 587       | Dmitri Romanov                                            | 587       |
| 50m a squadre       | Russia Dmitri Romanov Maksim Stiepanov Michail Azarienko  | 1752      | Finlandia Tomi-Pekka Heikkilä Sami Heikkilä Krister Holmberg | 1748      | Svezia Rickard Johansson Emil Martinsson Niklas Bergström | 1741      |
| Misto 50m           | Łukasz Czapla                                             | 397       | Emil Martinsson                                              | 394       | József Sike                                               | 392       |
| Misto 50m a squadre | Svezia Rickard Johansson Emil Martinsson Niklas Bergström | 1166      | Russia Dmitri Romanov Maksim Stiepanov Michail Azarienko     | 1164      | Rep. Ceca Miroslav Januš Josef Nikl Bedřich Jonáš         | 1161      |

#### Fossa olimpica
| Evento      | Oro                                                       | Oro       | Argento                                                          | Argento   | Bronzo                                             | Bronzo    |
| Evento      | Atleta                                                    | Risultato | Atleta                                                           | Risultato | Atleta                                             | Risultato |
| Individuale | Erik Varga                                                | 124+15+12 | Ed Ling                                                          | 124+14+12 | Giovanni Pellielo                                  | 124+14+15 |
| A squadre   | Italia Giovanni Pellielo Valerio Grazini Massimo Fabbrizi | 368       | Kuwait Fuhajd ad-Dihani Talal ar-Raszidi Abd ar-Rahman al-Fajhan | 367       | Rep. Ceca Robin Daněk David Kostelecký Jiří Lipták | 365       |

#### Doubletrap
| Evento      | Oro                                                        | Oro       | Argento                                                 | Argento   | Bronzo                           | Bronzo    |
| Evento      | Atleta                                                     | Risultato | Atleta                                                  | Risultato | Atleta                           | Risultato |
| Individuale | Joshua Richmond                                            | 143+30+30 | Antonino Barillà                                        | 143+30+29 | Steven Scott                     | 143+28+27 |
| A squadre   | Italia Antonino Barillà Daniele Di Spigno Davide Gasparini | 424       | Stati Uniti Joshua Richmond Jeffrey Holguin Glenn Eller | 422       | Cina Hu Binyuan Mo Junjie Li Jun | 418       |

#### Skeet
| Evento      | Oro                                                      | Oro       | Argento                                                 | Argento   | Bronzo                                              | Bronzo    |
| Evento      | Atleta                                                   | Risultato | Atleta                                                  | Risultato | Atleta                                              | Risultato |
| Individuale | Aleksandr Ziemlin                                        | 122+15+16 | Anthony Terras                                          | 122+15+14 | Azmi Mihilba                                        | 121+15+15 |
| A squadre   | Italia Luigi Lodde Riccardo Filippelli Tammaro Cassandro | 362       | Stati Uniti Vincent Hancock Frank Thompson Dustin Perry | 359       | Francia Anthony Terras Éric Delaunay Emmanuel Petit | 358       |

### Donne

#### Carabina
| Evento                     | Oro                                                     | Oro       | Argento                                                   | Argento   | Bronzo                                                        | Bronzo    |
| Evento                     | Atleta                                                  | Risultato | Atleta                                                    | Risultato | Atleta                                                        | Risultato |
| 50m 3 posizioni            | Beate Gauß                                              | 590+456,6 | Snježana Pejčić                                           | 586+455,1 | Malin Westerheim                                              | 585+444,7 |
| 50m 3 posizioni a squadre  | Germania Beate Gauß Barbara Engleder Eva Rösken         | 1750      | Cina Chen Dongqi Chang Jing Zhao Huixin                   | 1738      | Corea del Sud Jeong Mi-ra Yoo Seo-young Kim Seo-la            | 1735      |
| 50m a terra                | Beate Gauß                                              | 627       | Chen Dongqi                                               | 625       | Esmari van Reenen                                             | 625       |
| 50m a terra a squadre      | Germania Beate Gauß Barbara Engleder Isabella Straub    | 1869,6    | Cina Chen Dongqi Chang Jing Yi Siling                     | 1867,9    | Ucraina Lesia Leskiv Natalia Kalnysz Olha Holubczenko         | 1863,0    |
| 300m 3 posizioni           | Eva Rösken                                              | 581       | Elin Ahlin                                                | 580       | Erin McNeil                                                   | 578       |
| 300m 3 posizioni a squadre | Polonia Sylwia Bogacka Karolina Kowalczyk Paula Wrońska | 1717      | Svizzera Marina Schnider Bettina Bucher Fabienne Fügliste | 1707      | Estonia Anzela Voronova Liudmila Kortshagina Elena Potasheva  | 1698      |
| 300m a terra               | Charlotte Jakobssen                                     | 593       | Eva Rösken                                                | 592       | Anzela Voronova                                               | 591       |
| 300m a terra a squadre     | Svezia Marie Enqvist Anna Normann Elin Ahlin            | 1769      | Germania Eva Rösken Gudrun Wittmann Sandra Georg          | 1766      | Francia Olivia Goberville Catherine Houlmont Christine Chuard | 1753      |

#### Carabina ad aria
| Evento        | Oro                                                       | Oro         | Argento                               | Argento     | Bronzo                                                   | Bronzo      |
| Evento        | Atleta                                                    | Risultato   | Atleta                                | Risultato   | Atleta                                                   | Risultato   |
| 10m           | Petra Zublasing                                           | 418,3+207,1 | Yi Siling                             | 418,1+206,8 | Sonja Pfeilschifter                                      | 418,0+185,9 |
| 10m a squadre | Germania Barbara Engleder Sonja Pfeilschifter Lisa Müller | 1253,6      | Cina Wu Liuxi Yi Siling Zhang Bin Bin | 1250,5      | Serbia Andrea Arsović Ivana Maksimović Katarina Bisercić | 1244,3      |

#### Pistola sportiva
| Evento        | Oro                                    | Oro       | Argento                                                                      | Argento   | Bronzo                                               | Bronzo    |
| Evento        | Atleta                                 | Risultato | Atleta                                                                       | Risultato | Atleta                                               | Risultato |
| 25m           | Zhang Jingjing                         | 583+16+7  | Kim Jang-mi                                                                  | 585+21+1  | Renáta Tobai-Sike                                    | 586+16+10 |
| 25m a squadre | Cina Zhang Jingjing Chen Ying Qian Wei | 1741      | Mongolia Cogbadrachyn Mönchdzul Otrjadyn Gündegmaa Tömörczödörijn Bajarceceg | 1739      | Corea del Sud Kim Jang-mi Kwak Yung-hye Lee Yung-eun | 1734      |

#### Pistola ad aria
| Evento        | Oro                                                    | Oro       | Argento                                      | Argento   | Bronzo                                                 | Bronzo    |
| Evento        | Atleta                                                 | Risultato | Atleta                                       | Risultato | Atleta                                                 | Risultato |
| 10m           | Jung Jee-hae                                           | 382+197,4 | Olena Kostewycz                              | 384+196,7 | Wu Chia-Ying                                           | 384+177,0 |
| 10m a squadre | Serbia Jasna Šekarić Bobana Veličković Žorana Arunović | 1142      | Cina Guo Wenjun Zhang Mengyuan Zhou Qingyuan | 1141      | Ungheria Renáta Tobai-Sike Zsofia Csonka Adrienn Nemes | 1140      |

#### Bersaglio mobile
| Evento              | Oro                            | Oro       | Argento                                               | Argento   | Bronzo                                                         | Bronzo    |
| Evento              | Atleta                         | Risultato | Atleta                                                | Risultato | Atleta                                                         | Risultato |
| 10m                 | Julia Ejdenzon                 | 378+6+8   | Viktoria Rybovalova                                   | 376+8+6   | Olga Stiepanova                                                | 376+4+6   |
| 10m a squadre       | Cina Li Xueyan Su Li Yang Zeng | 1130      | Russia Julia Ejdenzon Olga Stiepanova Irina Izmalkova | 1125      | Ucraina Viktoria Rybovalova Galina Avramenko Kateryna Samohina | 1092      |
| Misto 10m           | Su Li                          | 383       | Yang Zeng                                             | 379       | Galina Avramenko                                               | 377       |
| Misto 10m a squadre | Cina Li Xueyan Su Li Yang Zeng | 1133      | Russia Julia Ejdenzon Olga Stiepanova Irina Izmalkova | 1105      | Ucraina Viktoria Rybovalova Galina Avramenko Kateryna Samohina | 1075      |

#### Fossa olimpica
| Evento      | Oro                                                   | Oro       | Argento                                             | Argento   | Bronzo                                                  | Bronzo    |
| Evento      | Atleta                                                | Risultato | Atleta                                              | Risultato | Atleta                                                  | Risultato |
| Individuale | Katrin Quooß                                          | 73+15+13  | Fatima Galvéz                                       | 72+15+12  | Catherine Skinner                                       | 72+12+13  |
| A squadre   | Germania Katrin Quooß Jana Beckman Christiane Göhring | 214       | Italia Deborah Gelisio Jessica Rossi Silvana Stanco | 213       | Spagna Fatima Galvéz Eva-Maria Clemente María Quintanal | 209       |

#### Skeet
| Evento      | Oro                                             | Oro       | Argento                                                      | Argento   | Bronzo                                        | Bronzo    |
| Evento      | Atleta                                          | Risultato | Atleta                                                       | Risultato | Atleta                                        | Risultato |
| Individuale | Brandy Drozd                                    | 73+16+14  | Elena Allen                                                  | 73+15+13  | Danka Barteková                               | 73+15+14  |
| A squadre   | Gran Bretagna Elena Allen Amber Hill Sarah Gray | 213       | Slovacchia Danka Barteková Andrea Stranovska Monika Stibrava | 213       | Stati Uniti Brandy Drozd Kim Rhode Haley Dunn | 212       |

## Risultati juniores

### Uomini

#### Carabina
| Evento                    | Oro                                                   | Oro         | Argento                                               | Argento     | Bronzo                                                         | Bronzo      |
| Evento                    | Atleta                                                | Risultato   | Atleta                                                | Risultato   | Atleta                                                         | Risultato   |
| 50m 3 posizioni           | Andre Link                                            | 1171+456,1  | Alexis Raynaud                                        | 1171+455,7  | Gernot Rumpler                                                 | 1172+443,9  |
| 50m 3 posizioni a squadre | Francia Alexis Raynaud Emilien Chassat Brian Baudouin | 3498        | Germania Andre Link Johannes Früh Maximilian Dalinger | 3483        | Svizzera Christoph Dürr Manuel Lüscher Patrick Hunold          | 3478        |
| 50m a terra               | Christoph Kaulich                                     | 629,3+207,6 | Alexis Raynaud                                        | 624,9+207,6 | Marcin Majka                                                   | 619,3+185,6 |
| 50m a terra a squadre     | Germania Christoph Kaulich Andre Link Mario Nittel    | 1856,6      | Francia Alexis Raynaud Emilien Chassat Brian Baudouin | 1855,8      | Russia Ievgienij Iszczenko Ievgienij Panczenko Ilia Goloviznin | 1847,0      |

#### Carabina ad aria
| Evento        | Oro                                                   | Oro         | Argento                            | Argento     | Bronzo                                                               | Bronzo      |
| Evento        | Atleta                                                | Risultato   | Atleta                             | Risultato   | Atleta                                                               | Risultato   |
| 10m           | Vladimir Masliennikov                                 | 622,8+206,8 | Hraczik Babajan                    | 624,9+205,7 | Ievgienij Panczenko                                                  | 623,0+185,3 |
| 10m a squadre | Francia Lorenzo Buffard Alexis Raynaud Brian Baudouin | 1869,6      | Cina Wang Ce Wu Peng Zhao Zhonghao | 1867,2      | Russia Ievgienij Iszczenko Vladimir Masliennikov Ievgienij Panczenko | 1866,7      |

#### Pistola
| Evento        | Oro                                        | Oro       | Argento                                                      | Argento   | Bronzo                                                         | Bronzo    |
| Evento        | Atleta                                     | Risultato | Atleta                                                       | Risultato | Atleta                                                         | Risultato |
| 25m           | Alexander Chichkov                         | 587       | Dario Di Martino                                             | 579       | Jang Ji-won                                                    | 578       |
| 25m a squadre | Cina Zhang Tianshuai Wang Xinyu Cao Heyuan | 1717      | Francia Vincent Polo Jean Quiquampoix Antoine Adamus         | 1717      | Russia Andrey Poczepko Viaczeslav Pierelygin Aleksandr Marczev | 1710      |
| 50m           | Andrey Poczepko                            | 546+193,6 | Dario Di Martino                                             | 560+190,1 | Zhang Bowen                                                    | 551+169,7 |
| 50m a squadre | Cina Wu Jiayu Zhang Bowen Zhang Hao        | 1631      | Russia Andrey Poczepko Aleksandr Bassariev Ievgienij Borovoy | 1628      | Corea del Sud Choi Su-yeol Choe Bo-ram Kang Tae-young          | 1608      |

#### Pistola a fuoco rapido
| Evento        | Oro                                        | Oro       | Argento                                               | Argento   | Bronzo                                                               | Bronzo    |
| Evento        | Atleta                                     | Risultato | Atleta                                                | Risultato | Atleta                                                               | Risultato |
| 25m           | Jean Quiquampoix                           | 570+28    | Aleksandr Marczev                                     | 571+25    | Park Jung-woo                                                        | 570+21    |
| 25m a squadre | Cina Zhang Tianshuai Wang Xinyu Cao Heyuan | 1719      | Corea del Sud Park Jung-woo Kim Sei-jun Lee Kyung-won | 1701      | Russia Aleksandr Marczev Vladislav Czudotvorov Viaczeslav Pierelygin | 1684      |

#### Pistola standard
| Evento        | Oro                                                             | Oro       | Argento                                                     | Argento   | Bronzo                                     | Bronzo    |
| Evento        | Atleta                                                          | Risultato | Atleta                                                      | Risultato | Atleta                                     | Risultato |
| 25m           | Alexander Chichkov                                              | 563       | Dario Di Martino                                            | 561       | Pardeep Pardeep                            | 561       |
| 25m a squadre | Mongolia Ganbaatar Bujanbaatar Ojun Tuguldur Szirgal Bujandzaja | 1660      | Svizzera Andreas Riedener Frederik Zurschmiede Simon Liesch | 1651      | Cina Zhang Tianshuai Wang Xinyu Cao Heyuan | 1650      |

#### Pistola ad aria
| Evento        | Oro                                                          | Oro       | Argento                                 | Argento   | Bronzo                                                | Bronzo    |
| Evento        | Atleta                                                       | Risultato | Atleta                                  | Risultato | Atleta                                                | Risultato |
| 10m           | Alexander Kindig                                             | 580+199,1 | Choe Bo-ram                             | 576+198,7 | Lauris Strautmanis                                    | 577+177,8 |
| 10m a squadre | Lettonia Lauris Strautmanis Emils Vasermanis Kristaps Smilga | 1718      | Cina Qian Fangheng Zhang Bowen Wu Jiayu | 1714      | Corea del Sud Choe Bo-ram Kang Tae-young Choi Su-yeol | 1710      |

#### Bersaglio mobile
| Evento              | Oro                                                       | Oro       | Argento                                                      | Argento   | Bronzo                                                       | Bronzo    |
| Evento              | Atleta                                                    | Risultato | Atleta                                                       | Risultato | Atleta                                                       | Risultato |
| 10m                 | Jani Suoranta                                             | 568+7+6   | Mika Kinisjarvi                                              | 562+6+4   | Razmik Minasian                                              | 555+0+6   |
| 10m a squadre       | Finlandia Jani Suoranta Mika Kinisjarvi Heikki Lahdekorpi | 1678      | Russia Arsieniy Czefonov Jaroslav Kliepikov Dmitrij Szagalin | 1633      | Armenia Razmik Minasian Szant Sarksjan Howhannes Chaczatrian | 1619      |
| Misto 10m           | Heikki Lahdekorpi                                         | 377       | Jani Suoranta                                                | 375       | Dmitrij Szagalin                                             | 373       |
| Misto 10m a squadre | Finlandia Jani Suoranta Mika Kinisjarvi Heikki Lahdekorpi | 1121      | Russia Arsieniy Czefonov Valerij Davydov Dmitrij Szagalin    | 1071      | Armenia Razmik Minasian Szant Sarksjan Howhannes Chaczatrian | 1062      |
| 50m                 | Mika Kinisjarvi                                           | 581       | Jesper Nyberg                                                | 580       | Heikki Lahdekorpi                                            | 576       |
| Misto 50m           | Mika Kinisjarvi                                           | 392       | Heikki Lahdekorpi                                            | 390       | Benoit Germain                                               | 388       |

#### Fossa olimpica
| Evento      | Oro                                              | Oro       | Argento                                                | Argento   | Bronzo                                               | Bronzo    |
| Evento      | Atleta                                           | Risultato | Atleta                                                 | Risultato | Atleta                                               | Risultato |
| Individuale | Ian O'Sullivan                                   | 119+13+13 | Jack Wallace                                           | 121+13+11 | Nathan Hales                                         | 119+12+12 |
| A squadre   | Italia Andrea Boeri Alberto Belluzzo Luca Miotto | 357       | Gran Bretagna Jack Wilkinson Nathan Hales Greg Trowell | 356       | Rep. Ceca Josef Navratil Pavel Vanek Vladimir Stepan | 353       |

#### Doubletrap
| Evento      | Oro                                                            | Oro       | Argento                                                      | Argento   | Bronzo                                               | Bronzo    |
| Evento      | Atleta                                                         | Risultato | Atleta                                                       | Risultato | Atleta                                               | Risultato |
| Individuale | Andrea Vescovi                                                 | 134+28+29 | Ian Rupert                                                   | 137+28+28 | Anton Sliepuszkin                                    | 136+28+28 |
| A squadre   | Russia Anton Sliepuszkin Kiril Fokiejev Viaczeslav Juchimienko | 395       | Italia Andrea Vescovi Ignazio Tronca Jacopo Dupre de Foresta | 393       | Stati Uniti Ian Rupert Dale Royer Christian Wilkoski | 391       |

#### Skeet
| Evento      | Oro                                                       | Oro       | Argento                                                   | Argento   | Bronzo                                                      | Bronzo    |
| Evento      | Atleta                                                    | Risultato | Atleta                                                    | Risultato | Atleta                                                      | Risultato |
| Individuale | Gabriele Rossetti                                         | 123+15+15 | Stefanos Nikolaidis                                       | 118+16+13 | Phillip Jungman                                             | 121+13+15 |
| A squadre   | Italia Gabriele Rossetti Christian Benet Domenico Simeone | 348       | Stati Uniti Phillip Jungman Luis Gloria Christian Elliott | 346       | Gran Bretagna Ben Llewellin Jack Fairclough Stanley Boughan | 344       |

### Donne

#### Carabina
| Evento                    | Oro                                                   | Oro       | Argento                                           | Argento   | Bronzo                               | Bronzo    |
| Evento                    | Atleta                                                | Risultato | Atleta                                            | Risultato | Atleta                               | Risultato |
| 50m 3 posizioni           | Pei Ruijiao                                           | 582+455,8 | Nina Christen                                     | 586+453,8 | Selina Gschwandtner                  | 581+443,2 |
| 50m 3 posizioni a squadre | Germania Selina Gschwandtner Nina Kreutzer Jolyn Beer | 1736      | Svizzera Nina Christen Marina Bösiger Ladina Feuz | 1735      | Cina Pei Ruijiao Qiu Yehan Gao Chang | 1731      |
| 50m a terra               | Ines Niewada                                          | 624       | Pei Ruijiao                                       | 624       | Katherine Bridges                    | 622       |
| 50m a terra a squadre     | Norvegia Jenny Vatne Sina Busk Karoline Hansen        | 1855,5    | Svizzera Marina Bösiger Ladina Feuz Renate Peters | 1851,1    | Cina Pei Ruijiao Qiu Yehan Gao Chang | 1850,0    |

#### Carabina ad aria
| Evento        | Oro                                                         | Oro         | Argento                                                | Argento     | Bronzo                                                  | Bronzo      |
| Evento        | Atleta                                                      | Risultato   | Atleta                                                 | Risultato   | Atleta                                                  | Risultato   |
| 10m           | Sarah Hornung                                               | 416,7+207,2 | Martina Ziviani                                        | 418,0+207,1 | Selina Gschwandtner                                     | 419,4+185,0 |
| 10m a squadre | Germania Selina Gschwandtner Nina Kreutzer Charleen Bänisch | 1246,5      | Iran Najmeh Khedmati Fatemeh Karamzadeh Solmaz Nagiloo | 1244,3      | Svizzera Sarah Hornung Vanessa Hofstetter Nina Christen | 1243,2      |

#### Pistola
| Evento        | Oro                                  | Oro       | Argento                                               | Argento   | Bronzo                                                         | Bronzo    |
| Evento        | Atleta                               | Risultato | Atleta                                                | Risultato | Atleta                                                         | Risultato |
| 25m           | Mathilde Lamolle                     | 581+15+7  | Lin Yuemei                                            | 583+16+1  | Lidia Nenczeva                                                 | 584+13+7  |
| 25m a squadre | Cina Lin Yuemei Cao Lijia Sun Kejing | 1722      | Francia Mathilde Lamolle Fanny Batier Alisson Gallien | 1713      | Russia Vitalina Bacaraszkina Natalia Ordina Irina Serebrianska | 1710      |

#### Pistola ad aria
| Evento        | Oro                                               | Oro       | Argento                                                      | Argento   | Bronzo                            | Bronzo    |
| Evento        | Atleta                                            | Risultato | Atleta                                                       | Risultato | Atleta                            | Risultato |
| 10m           | Lin Yuemei                                        | 380+199,8 | Vitalina Bacaraszkina                                        | 383+198,2 | Anna Korakakī                     | 386+178,0 |
| 10m a squadre | Polonia Klaudia Breś Regina Rizwanowa Agata Nowak | 1134      | Russia Vitalina Bacaraszkina Daria Lopatina Regina Rizvanova | 1134      | Cina Bai Xue Lin Yuemei Cao Lijia | 1132      |

#### Bersaglio mobile
| Evento    | Oro            | Oro       | Argento       | Argento   | Bronzo           | Bronzo    |
| Evento    | Atleta         | Risultato | Atleta        | Risultato | Atleta           | Risultato |
| 10m       | Veronika Major | 372+6+6   | Lilit Mkrcian | 359+6+2   | Florence Louis   | 340+3+7   |
| Misto 10m | Veronika Major | 368       | Saaida Taaeeb | 353       | Nadiezda Gusieva | 342       |

#### Fossa olimpica
| Evento      | Oro                                               | Oro       | Argento                               | Argento   | Bronzo                                                       | Bronzo    |
| Evento      | Atleta                                            | Risultato | Atleta                                | Risultato | Atleta                                                       | Risultato |
| Individuale | Julia Tugolukova                                  | 70+14+13  | Valeria Raffaelli                     | 70+14+13  | Serdağ Kandıra                                               | 71+12+14  |
| A squadre   | Italia Lisa Marzo Valeria Raffaelli Alessia Iezzi | 211       | Cina Jiang Lifang Deng Weiyun Liu Hui | 196       | Russia Julia Tugolukova Jekatierina Subbotina Zoja Chochlowa | 192       |

#### Skeet
| Evento      | Oro                                                  | Oro       | Argento                                                | Argento   | Bronzo                              | Bronzo    |
| Evento      | Atleta                                               | Risultato | Atleta                                                 | Risultato | Atleta                              | Risultato |
| Individuale | Dania Vizzi                                          | 72+13+13  | Katrin Wieslhuber                                      | 67+14+12  | Barbora Šumová                      | 68+11+13  |
| A squadre   | Stati Uniti Dania Vizzi Sydney Carson Hannah Houston | 204       | Rep. Ceca Barbora Sumova Jitka Peskova Radka Mancikova | 193       | Cina Yu Tianyuan Che Yufei Liu Huan | 188       |

## Medagliere
Nazione ospitante
| Posiz. | Nazione        | Oro | Argento | Bronzo | Totale |
| ------ | -------------- | --- | ------- | ------ | ------ |
| 1      | Cina           | 13  | 11      | 3      | 27     |
| 2      | Germania       | 9   | 4       | 2      | 15     |
| 3      | Russia         | 5   | 7       | 8      | 20     |
| 4      | Corea del Sud  | 4   | 3       | 2      | 9      |
| 5      | Italia         | 4   | 2       | 1      | 7      |
| 6      | Svezia         | 3   | 5       | 1      | 9      |
| 7      | Norvegia       | 3   | 2       | 3      | 8      |
| 8      | Polonia        | 3   | 0       | 0      | 3      |
| 9      | Francia        | 2   | 3       | 4      | 9      |
| 9      | Ucraina        | 2   | 3       | 4      | 9      |
| 11     | Stati Uniti    | 2   | 3       | 3      | 8      |
| 12     | Turchia        | 2   | 1       | 1      | 4      |
| 13     | Gran Bretagna  | 1   | 2       | 1      | 4      |
| 13     | Svizzera       | 1   | 2       | 1      | 4      |
| 15     | Slovacchia     | 1   | 1       | 1      | 3      |
| 16     | Serbia         | 1   | 0       | 2      | 3      |
| 17     | Australia      | 1   | 0       | 1      | 2      |
| 18     | Danimarca      | 1   | 0       | 0      | 1      |
| 19     | Bielorussia    | 0   | 1       | 4      | 5      |
| 20     | Rep. Ceca      | 0   | 1       | 3      | 4      |
| 21     | Spagna         | 0   | 1       | 1      | 2      |
| 22     | Croazia        | 0   | 1       | 0      | 1      |
| 22     | Finlandia      | 0   | 1       | 0      | 1      |
| 22     | India          | 0   | 1       | 0      | 1      |
| 22     | Kuwait         | 0   | 1       | 0      | 1      |
| 22     | Mongolia       | 0   | 1       | 0      | 1      |
| 22     | Portogallo     | 0   | 1       | 0      | 1      |
| 28     | Ungheria       | 0   | 0       | 5      | 5      |
| 29     | Estonia        | 0   | 0       | 2      | 2      |
| 30     | Brasile        | 0   | 0       | 1      | 1      |
| 30     | Taipei cinese  | 0   | 0       | 1      | 1      |
| 30     | Corea del Nord | 0   | 0       | 1      | 1      |
| 30     | Egitto         | 0   | 0       | 1      | 1      |
| 30     | Sudafrica      | 0   | 0       | 1      | 1      |

## Medagliere juniores
Nazione ospitante
| Posiz. | Nazione        | Oro | Argento | Bronzo | Totale |
| ------ | -------------- | --- | ------- | ------ | ------ |
| 1      | Cina           | 6   | 5       | 6      | 17     |
| 2      | Finlandia      | 6   | 3       | 1      | 10     |
| 3      | Germania       | 6   | 2       | 2      | 10     |
| 4      | Italia         | 5   | 6       | 0      | 11     |
| 5      | Francia        | 5   | 5       | 2      | 12     |
| 6      | Russia         | 4   | 6       | 10     | 20     |
| 7      | Stati Uniti    | 4   | 2       | 3      | 9      |
| 8      | Ungheria       | 2   | 0       | 0      | 2      |
| 9      | Svizzera       | 1   | 4       | 2      | 7      |
| 10     | Polonia        | 1   | 0       | 1      | 2      |
| 10     | Lettonia       | 1   | 0       | 1      | 2      |
| 12     | Norvegia       | 1   | 0       | 0      | 1      |
| 12     | Irlanda        | 1   | 0       | 0      | 1      |
| 12     | Mongolia       | 1   | 0       | 0      | 1      |
| 15     | Corea del Sud  | 0   | 2       | 3      | 5      |
| 15     | Armenia        | 0   | 2       | 3      | 5      |
| 17     | Gran Bretagna  | 0   | 1       | 2      | 3      |
| 17     | Rep. Ceca      | 0   | 1       | 2      | 3      |
| 19     | Svezia         | 0   | 1       | 0      | 1      |
| 19     | Australia      | 0   | 1       | 0      | 1      |
| 19     | Cipro          | 0   | 1       | 0      | 1      |
| 19     | Iran           | 0   | 1       | 0      | 1      |
| 19     | Qatar          | 0   | 1       | 0      | 1      |
| 24     | Austria        | 0   | 0       | 1      | 1      |
| 24     | Corea del Nord | 0   | 0       | 1      | 1      |
| 24     | India          | 0   | 0       | 1      | 1      |
| 24     | Bulgaria       | 0   | 0       | 1      | 1      |
| 24     | Grecia         | 0   | 0       | 1      | 1      |
| 24     | Turchia        | 0   | 0       | 1      | 1      |